# AMD Accelerated Processing Unit
AMD Accelerated Processing Unit (wcześniej jako AMD Fusion) – platforma procesorowa zaprojektowana wspólnie przez inżynierów AMD i dawnego ATI.

## Historia
Projekt AMD Fusion rozpoczął się w 2006 roku w celu opracowania układu scalonego, który łączy procesor z kartą graficzną na jednej matrycy. AMD uczyniło kluczowy krok w kierunku realizacji takiej wizji, kiedy w 2006 r. nabyło producenta chipsetu graficznego ATI. Projekt wymagał trzech wewnętrznych iteracji koncepcji Fusion, aby stworzyć produkt uznany za warty wydania. Przyczyny opóźnienia projektu obejmują trudności techniczne związane z połączeniem procesora i karty graficznej na tej samej matrycy w technologii 45 nm oraz sprzeczne poglądy na temat roli procesora i karty graficznej w projekcie.
APU pierwszej generacji do komputerów stacjonarnych i laptopów o nazwie kodowej Llano ogłoszono 4 stycznia 2011 r. na wystawie CES w 2011 roku w Las Vegas, a wkrótce potem nastąpiło jej wydanie. Platforma zawierała rdzenie procesora K10 i procesor graficzny Radeon z serii HD 6000 na tej samej matrycy w gnieździe FM1. APU dla urządzeń małej mocy ogłoszono jako platformę Brazos, opartą na mikroarchitekturze Bobcat i procesorze graficznym z serii Radeon HD 6000 na tej samej matrycy.
Na konferencji w styczniu 2012 r. Phil Rogers ogłosił, że AMD dokona Rebrandingu platformy Fusion na Heterogeneous System Architecture (HSA), stwierdzając: "pasowałoby, aby nazwa tej rozwijającej się architektury i platformy była reprezentatywna dla całej społeczności technicznej, która jest liderem w tym bardzo ważnym obszarze rozwoju technologii i programowania.” Jednak później ujawniono, że AMD miało wytoczony proces o naruszenie znaku towarowego przez szwajcarską firmę Arctic, która używała nazwy „Fusion” dla linii produktów zasilających.
APU do komputerów stacjonarnych i laptopów drugiej generacji, o nazwie kodowej Trinity, zostało ogłoszone podczas Dnia Analityków Finansowych w 2010 i wydane w październiku 2012 r. Ta platforma zawierała rdzenie procesorów Piledriver i rdzenie GPU z serii Radeon HD 7000 na gnieździe FM2. AMD wydało nową APU w oparciu o mikroarchitekturę Piledriver 12 marca 2013 r. (dla laptopów i telefonów komórkowych) oraz 4 czerwca 2013 r. (dla komputerów stacjonarnych), a nazwa robocza brzmiała Richland. APU drugiej generacji dla urządzeń o niskiej mocy, Brazos 2.0, używał dokładnie tego samego układu APU, ale działał z większą częstotliwością zegara i zmienił nazwę GPU na Radeon HD7000 i zastosował nowy układ kontrolera IO.
Układy półniestandardowe zostały wprowadzone w konsolach do gier Microsoft Xbox One i Sony PlayStation 4.
Trzecia generacja technologii została wydana 14 stycznia 2014 r., oferując lepszą integrację procesora z kartą graficzną. Wersja na komputery stacjonarne i laptopy nosi nazwę kodową Kaveri i została oparta na architekturze Steamroller, natomiast warianty małej mocy, o nazwie kodowej Kabini i Temash, bazują na architekturze Jaguar. W listopadzie 2017 r. firma HP wydała Envy x360 z APU Ryzen 5 2500U, pierwszym APU czwartej generacji, z procesorem opartym na architekturze Zen i grafiką opartej na architekturze Vega.

## Opis
W skład platformy wchodzą wielordzeniowe procesory przeznaczone do:
- netbooków "Ontario", "Wichita"
- subnotebooków "Zacate", "Krishna"
- notebooków i desktopów "Llano", "Trinity".
- desktopów "Bulldozer".

Łączą one w sobie tradycyjną architekturę mikroprocesora CPU oraz karty graficznej GPU w jednym układzie scalonym APU.
Mostek północny "Hudson M2" obsługuje pamięci DDR3 1600 MHz, USB 3.0, 4X PCIe, 6SATA z RAID i CIR.
Premiera miała miejsce 4 stycznia 2011 roku, nowa platforma zastąpiła starszą AMD Eagle.

### Parametry techniczne
W tabeli przedstawiono parametry techniczne jednostek APU AMD.
| Nazwa kodowa                                                                                       | Serwer                                                                                             | Podstawowy                                                                                         |                                    |                                    |                                    |                                    | Toronto                            |                                    |                                                             |                                                             |                                    |                             |                           |                                        |                           |                           |                           |     |     |     |     |     |
| Nazwa kodowa                                                                                       | Serwer                                                                                             | Micro                                                                                              |                                    |                                    |                                    |                                    |                                    |                                    |                                                             |                                                             |                                    |                             | Kyoto                     |                                        |                           |                           |                           |     |     |     |     |     |
| Nazwa kodowa                                                                                       | urządzenia stacjonarne                                                                             | Mainstream                                                                                         |                                    |                                    |                                    |                                    | Carrizo                            | Bristol Ridge                      | Raven Ridge                                                 | Picasso                                                     |                                    |                             |                           |                                        |                           |                           |                           |     |     |     |     |     |
| Nazwa kodowa                                                                                       | urządzenia stacjonarne                                                                             | Entry                                                                                              | Llano                              | Trinity                            | Richland                           | Kaveri                             | Carrizo                            |                                    |                                                             |                                                             |                                    |                             |                           |                                        |                           |                           |                           |     |     |     |     |     |
| Nazwa kodowa                                                                                       | urządzenia stacjonarne                                                                             | Podstawowy                                                                                         |                                    |                                    |                                    |                                    |                                    |                                    |                                                             |                                                             |                                    |                             | Kabini                    |                                        |                           |                           |                           |     |     |     |     |     |
| Nazwa kodowa                                                                                       | urządzenia mobilne                                                                                 | Performance                                                                                        |                                    |                                    |                                    |                                    |                                    |                                    |                                                             |                                                             | Renoir                             |                             |                           |                                        |                           |                           |                           |     |     |     |     |     |
| Nazwa kodowa                                                                                       | urządzenia mobilne                                                                                 | Mainstream                                                                                         | Llano                              | Trinity                            | Richland                           | Kaveri                             | Carrizo                            | Bristol Ridge                      | Raven Ridge                                                 | Picasso                                                     | Renoir                             |                             |                           |                                        |                           |                           |                           |     |     |     |     |     |
| Nazwa kodowa                                                                                       | urządzenia mobilne                                                                                 | Entry                                                                                              | Llano                              | Trinity                            | Richland                           | Kaveri                             | Carrizo                            | Bristol Ridge                      | Raven Ridge                                                 |                                                             |                                    |                             |                           |                                        |                           |                           | Dalí                      |     |     |     |     |     |
| Nazwa kodowa                                                                                       | urządzenia mobilne                                                                                 | Podstawowy                                                                                         |                                    |                                    |                                    |                                    |                                    |                                    |                                                             |                                                             |                                    | Desna, Ontario, Zacate      | Kabini, Temash            | Beema, Mullins                         | Carrizo-L                 | Stoney Ridge              | Dalí                      |     |     |     |     |     |
| Nazwa kodowa                                                                                       | Wbudowany                                                                                          | Wbudowany                                                                                          |                                    | Trinity                            |                                    | Bald Eagle                         | Merlin Falcon, Brown Falcon        |                                    | Great Horned Owl                                            |                                                             |                                    | Ontario, Zacate             | Kabini                    | Steppe Eagle, Crowned Eagle, LX-Family |                           | Prairie Falcon            | Banded Kestrel            |     |     |     |     |     |
| -------------------------------------------------------------------------------------------------- | -------------------------------------------------------------------------------------------------- | -------------------------------------------------------------------------------------------------- | ---------------------------------- | ---------------------------------- | ---------------------------------- | ---------------------------------- | ---------------------------------- | ---------------------------------- | ----------------------------------------------------------- | ----------------------------------------------------------- | ---------------------------------- | --------------------------- | ------------------------- | -------------------------------------- | ------------------------- | ------------------------- | ------------------------- | --- | --- | --- | --- | --- |
| Platforma                                                                                          | Platforma                                                                                          | Platforma                                                                                          | Wysoka, standardowa oraz niska moc | Wysoka, standardowa oraz niska moc | Wysoka, standardowa oraz niska moc | Wysoka, standardowa oraz niska moc | Wysoka, standardowa oraz niska moc | Wysoka, standardowa oraz niska moc | Wysoka, standardowa oraz niska moc                          | Wysoka, standardowa oraz niska moc                          | Wysoka, standardowa oraz niska moc | Niska oraz ultraniska moc   | Niska oraz ultraniska moc | Niska oraz ultraniska moc              | Niska oraz ultraniska moc | Niska oraz ultraniska moc | Niska oraz ultraniska moc |     |     |     |     |     |
| Wydany                                                                                             | Wydany                                                                                             | Wydany                                                                                             | sierpień 2011                      | październik 2012                   | czerwiec 2013                      | styczeń 2014                       | czerwiec 2015                      | czerwiec 2016                      | październik 2017                                            | styczeń 2019                                                | marzec 2020                        | styczeń 2011                | Maj 2013                  | Q2 2014                                | Maj 2015                  | luty 2016                 | kwiecień 2019             |     |     |     |     |     |
| mikroarchitektura CPU                                                                              | mikroarchitektura CPU                                                                              | mikroarchitektura CPU                                                                              | K10                                | Piledriver                         | Piledriver                         | Steamroller                        | Excavator                          | "Excavator+"                       | Zen                                                         | Zen+                                                        | Zen 2                              | Bobcat                      | Jaguar                    | Puma                                   | Puma+                     | "Excavator+"              | Zen                       |     |     |     |     |     |
| Zestaw instrukcji GPU                                                                              | Zestaw instrukcji GPU                                                                              | Zestaw instrukcji GPU                                                                              | x86-64                             | x86-64                             | x86-64                             | x86-64                             | x86-64                             | x86-64                             | x86-64                                                      | x86-64                                                      | x86-64                             | x86-64                      | x86-64                    | x86-64                                 | x86-64                    | x86-64                    | x86-64                    |     |     |     |     |     |
| Gniazdo                                                                                            | urządzenia stacjonarne                                                                             | Hi-end                                                                                             | N/A                                | N/A                                | N/A                                | N/A                                | N/A                                | N/A                                | N/A                                                         | N/A                                                         | N/A                                | N/A                         | N/A                       | N/A                                    | N/A                       | N/A                       | N/A                       |     |     |     |     |     |
| Gniazdo                                                                                            | urządzenia stacjonarne                                                                             | Mainstream                                                                                         | N/A                                | N/A                                | N/A                                | N/A                                | AM4                                | AM4                                | AM4                                                         | AM4                                                         | AM4                                | N/A                         | N/A                       | N/A                                    | N/A                       | N/A                       | N/A                       |     |     |     |     |     |
| Gniazdo                                                                                            | urządzenia stacjonarne                                                                             | Entry                                                                                              | FM1                                | FM2                                | FM2                                | FM2+                               | FM2+                               | N/A                                | N/A                                                         | N/A                                                         | N/A                                | N/A                         | N/A                       | N/A                                    | N/A                       | N/A                       | N/A                       |     |     |     |     |     |
| Gniazdo                                                                                            | urządzenia stacjonarne                                                                             | Podstawowy                                                                                         | N/A                                | N/A                                | N/A                                | N/A                                | N/A                                | N/A                                | N/A                                                         | N/A                                                         | N/A                                | N/A                         | AM1                       | N/A                                    | N/A                       | N/A                       | N/A                       |     |     |     |     |     |
| Gniazdo                                                                                            | Inne                                                                                               | Inne                                                                                               | FS1                                | FS1+, FP2                          | FS1+, FP2                          | FP3                                | FP4                                | FP4                                | FP5                                                         | FP5                                                         | FP6                                | FT1                         | FT3                       | FT3b                                   | FT3b                      | FP4                       | FP5                       |     |     |     |     |     |
| Wersja PCI Express                                                                                 | Wersja PCI Express                                                                                 | Wersja PCI Express                                                                                 | 2.0                                | 2.0                                | 2.0                                | 3.0                                | 3.0                                | 3.0                                | 3.0                                                         | 3.0                                                         | 3.0                                | 2.0                         | 2.0                       | 2.0                                    | 2.0                       | 3.0                       | 3.0                       |     |     |     |     |     |
| Technologia wykonania (nm)                                                                         | Technologia wykonania (nm)                                                                         | Technologia wykonania (nm)                                                                         | GF 32SHP (HKMG SOI)                | GF 32SHP (HKMG SOI)                | GF 32SHP (HKMG SOI)                | GF 28SHP (HKMG bulk)               | GF 28SHP (HKMG bulk)               | GF 28SHP (HKMG bulk)               | GF 14LPP (FinFET bulk)                                      | GF 12LP (FinFET bulk)                                       | TSMC N7 (FinFET bulk)              | TSMC N40 (bulk)             | TSMC N28 (HKMG bulk)      | GF 28SHP (HKMG bulk)                   | GF 28SHP (HKMG bulk)      | GF 28SHP (HKMG bulk)      | GF 14LPP (FinFET bulk)    |     |     |     |     |     |
| Powierzchnia matrycy (mm2)                                                                         | Powierzchnia matrycy (mm2)                                                                         | Powierzchnia matrycy (mm2)                                                                         | 228                                | 246                                | 246                                | 245                                | 245                                | 250                                | 210                                                         | 210                                                         | 156                                | 75 (+ 28 FCH)               | 107                       | 107                                    | ?                         | 125                       |                           |     |     |     |     |     |
| Minimalna wartość TDP (W)                                                                          | Minimalna wartość TDP (W)                                                                          | Minimalna wartość TDP (W)                                                                          | 35                                 | 17                                 | 17                                 | 17                                 | 12                                 | 12                                 | 12                                                          | 12                                                          | 10                                 | 4.5                         | 4                         | 3.95                                   | 10                        | 6                         | 6                         |     |     |     |     |     |
| Maksymalna wartość TDP (W)                                                                         | Maksymalna wartość TDP (W)                                                                         | Maksymalna wartość TDP (W)                                                                         | 100                                | 100                                | 100                                | 95                                 | 65                                 | 65                                 | 65                                                          | 65                                                          | 54                                 | 18                          | 25                        | 25                                     | 25                        | 25                        | 25                        |     |     |     |     |     |
| Maksymalna częstotliwość bazowa zegara APU (GHz)                                                   | Maksymalna częstotliwość bazowa zegara APU (GHz)                                                   | Maksymalna częstotliwość bazowa zegara APU (GHz)                                                   | 3                                  | 3.8                                | 4.1                                | 4.1                                | 3.7                                | 3.8                                | 3.6                                                         | 3.7                                                         | 3.3                                | 1.75                        | 2.2                       | 2                                      | 2.2                       | 3.2                       | 3.3                       |     |     |     |     |     |
| Maksymalna liczba APU na węzeł                                                                     | Maksymalna liczba APU na węzeł                                                                     | Maksymalna liczba APU na węzeł                                                                     | 1                                  | 1                                  | 1                                  | 1                                  | 1                                  | 1                                  | 1                                                           | 1                                                           | 1                                  | 1                           | 1                         | 1                                      | 1                         | 1                         | 1                         |     |     |     |     |     |
| Maksymalna liczba rdzeni Procesora na APU                                                          | Maksymalna liczba rdzeni Procesora na APU                                                          | Maksymalna liczba rdzeni Procesora na APU                                                          | 4                                  | 4                                  | 4                                  | 4                                  | 4                                  | 4                                  | 4                                                           | 4                                                           | 8                                  | 2                           | 4                         | 4                                      | 4                         | 2                         | 2                         |     |     |     |     |     |
| Maksymalna liczba wątków na rdzeń                                                                  | Maksymalna liczba wątków na rdzeń                                                                  | Maksymalna liczba wątków na rdzeń                                                                  | 1                                  | 1                                  | 1                                  | 1                                  | 1                                  | 1                                  | 2                                                           | 2                                                           | 2                                  | 1                           | 1                         | 1                                      | 1                         | 1                         | 2                         |     |     |     |     |     |
| struktura całkowita                                                                                | struktura całkowita                                                                                | struktura całkowita                                                                                | 3+3                                | 2+2                                | 2+2                                | 2+2                                | 2+2                                | 2+2                                | 4+2                                                         | 4+2                                                         | 4+2+1                              | 1+1+1+1                     | 1+1+1+1                   | 1+1+1+1                                | 1+1+1+1                   | 2+2                       | 4+2                       |     |     |     |     |     |
| i386, i486, i586, CMOV, NOPL, i686, PAE, NX bit, CMPXCHG16B, AMD-V, RVI, ABM oraz 64-bit LAHF/SAHF | i386, i486, i586, CMOV, NOPL, i686, PAE, NX bit, CMPXCHG16B, AMD-V, RVI, ABM oraz 64-bit LAHF/SAHF | i386, i486, i586, CMOV, NOPL, i686, PAE, NX bit, CMPXCHG16B, AMD-V, RVI, ABM oraz 64-bit LAHF/SAHF | Tak                                | Tak                                | Tak                                | Tak                                | Tak                                | Tak                                | Tak                                                         | Tak                                                         | Tak                                | Tak                         | Tak                       | Tak                                    | Tak                       | Tak                       | Tak                       |     |     |     |     |     |
| IOMMU                                                                                              | IOMMU                                                                                              | IOMMU                                                                                              | N/A                                | Tak                                | Tak                                | Tak                                | Tak                                | Tak                                | Tak                                                         | Tak                                                         | Tak                                | Tak                         | Tak                       | Tak                                    | Tak                       | Tak                       | Tak                       |     |     |     |     |     |
| BMI1, AES-NI, CLMUL oraz F16C                                                                      | BMI1, AES-NI, CLMUL oraz F16C                                                                      | BMI1, AES-NI, CLMUL oraz F16C                                                                      | N/A                                | Tak                                | Tak                                | Tak                                | Tak                                | Tak                                | Tak                                                         | Tak                                                         | Tak                                | N/A                         | Tak                       | Tak                                    | Tak                       | Tak                       | Tak                       |     |     |     |     |     |
| MOVBE                                                                                              | MOVBE                                                                                              | MOVBE                                                                                              | N/A                                | N/A                                | N/A                                | N/A                                | Tak                                | Tak                                | Tak                                                         | Tak                                                         | Tak                                | N/A                         | Tak                       | Tak                                    | Tak                       | Tak                       | Tak                       |     |     |     |     |     |
| AVIC, BMI2 and RDRAND                                                                              | AVIC, BMI2 and RDRAND                                                                              | AVIC, BMI2 and RDRAND                                                                              | N/A                                | N/A                                | N/A                                | N/A                                | Tak                                | Tak                                | Tak                                                         | Tak                                                         | Tak                                | N/A                         | N/A                       | N/A                                    | N/A                       | Tak                       | Tak                       |     |     |     |     |     |
| ADX, SHA, RDSEED, SMAP, SMEP, XSAVEC, XSAVES, XRSTORS, CLFLUSHOPT oraz CLZERO                      | ADX, SHA, RDSEED, SMAP, SMEP, XSAVEC, XSAVES, XRSTORS, CLFLUSHOPT oraz CLZERO                      | ADX, SHA, RDSEED, SMAP, SMEP, XSAVEC, XSAVES, XRSTORS, CLFLUSHOPT oraz CLZERO                      | N/A                                | N/A                                | N/A                                | N/A                                | N/A                                | N/A                                | Tak                                                         | Tak                                                         | Tak                                | N/A                         | N/A                       | N/A                                    | N/A                       | N/A                       | Tak                       |     |     |     |     |     |
| WBNOINVD, CLWB, RDPID, RDPRU oraz MCOMMIT                                                          | WBNOINVD, CLWB, RDPID, RDPRU oraz MCOMMIT                                                          | WBNOINVD, CLWB, RDPID, RDPRU oraz MCOMMIT                                                          | N/A                                | N/A                                | N/A                                | N/A                                | N/A                                | N/A                                | N/A                                                         | N/A                                                         | Tak                                | N/A                         | N/A                       | N/A                                    | N/A                       | N/A                       | N/A                       | N/A | N/A | N/A | N/A | N/A |
| Ilość Koprocesorów na rdzeń                                                                        | Ilość Koprocesorów na rdzeń                                                                        | Ilość Koprocesorów na rdzeń                                                                        | 1                                  | 0.5                                | 0.5                                | 0.5                                | 0.5                                | 0.5                                | 1                                                           | 1                                                           | 1                                  | 1                           | 1                         | 1                                      | 1                         | 0.5                       | 1                         |     |     |     |     |     |
| Liczba szyn na FPU                                                                                 | Liczba szyn na FPU                                                                                 | Liczba szyn na FPU                                                                                 | 2                                  | 2                                  | 2                                  | 2                                  | 2                                  | 2                                  | 2                                                           | 2                                                           | 2                                  | 2                           | 2                         | 2                                      | 2                         | 2                         | 2                         |     |     |     |     |     |
| Szerokość szyny FPU                                                                                | Szerokość szyny FPU                                                                                | Szerokość szyny FPU                                                                                | 128-bit                            | 128-bit                            | 128-bit                            | 128-bit                            | 128-bit                            | 128-bit                            | 128-bit                                                     | 128-bit                                                     | 256-bit                            | 80-bit                      | 128-bit                   | 128-bit                                | 128-bit                   | 128-bit                   | 128-bit                   |     |     |     |     |     |
| zestaw instrukcji (poziom SIMD)                                                                    | zestaw instrukcji (poziom SIMD)                                                                    | zestaw instrukcji (poziom SIMD)                                                                    | SSE4a                              | AVX                                | AVX                                | AVX                                | AVX2                               | AVX2                               | AVX2                                                        | AVX2                                                        | AVX2                               | SSSE3                       | AVX                       | AVX                                    | AVX                       | AVX2                      | AVX2                      |     |     |     |     |     |
| 3DNow!                                                                                             | 3DNow!                                                                                             | 3DNow!                                                                                             | 3DNow!+                            | N/A                                | N/A                                | N/A                                | N/A                                | N/A                                | N/A                                                         | N/A                                                         | N/A                                | N/A                         | N/A                       | N/A                                    | N/A                       | N/A                       | N/A                       |     |     |     |     |     |
| PREFETCH/PREFETCHW                                                                                 | PREFETCH/PREFETCHW                                                                                 | PREFETCH/PREFETCHW                                                                                 | Tak                                | Tak                                | Tak                                | Tak                                | Tak                                | Tak                                | Tak                                                         | Tak                                                         | Tak                                | Tak                         | Tak                       | Tak                                    | Tak                       | Tak                       | Tak                       |     |     |     |     |     |
| FMA4, LWP, TBM oraz XOP                                                                            | FMA4, LWP, TBM oraz XOP                                                                            | FMA4, LWP, TBM oraz XOP                                                                            | N/A                                | Tak                                | Tak                                | Tak                                | Tak                                | Tak                                | N/A                                                         | N/A                                                         | N/A                                | N/A                         | N/A                       | N/A                                    | N/A                       | Tak                       | N/A                       |     |     |     |     |     |
| FMA3                                                                                               | FMA3                                                                                               | FMA3                                                                                               | N/A                                | Tak                                | Tak                                | Tak                                | Tak                                | Tak                                | Tak                                                         | Tak                                                         | Tak                                | N/A                         | N/A                       | N/A                                    | N/A                       | Tak                       | Tak                       |     |     |     |     |     |
| Ilość L1 na rdzeń (KiB)                                                                            | Ilość L1 na rdzeń (KiB)                                                                            | Ilość L1 na rdzeń (KiB)                                                                            | 64                                 | 16                                 | 16                                 | 16                                 | 32                                 | 32                                 | 32                                                          | 32                                                          | 32                                 | 32                          | 32                        | 32                                     | 32                        | 32                        | 32                        |     |     |     |     |     |
| Asocjatywność instrukcji L-1 cache                                                                 | Asocjatywność instrukcji L-1 cache                                                                 | Asocjatywność instrukcji L-1 cache                                                                 | 2                                  | 4                                  | 4                                  | 4                                  | 8                                  | 8                                  | 8                                                           | 8                                                           | 8                                  | 8                           | 8                         | 8                                      | 8                         | 8                         | 8                         |     |     |     |     |     |
| Liczba instrukcji na rdzeń (L-1)                                                                   | Liczba instrukcji na rdzeń (L-1)                                                                   | Liczba instrukcji na rdzeń (L-1)                                                                   | 1                                  | 0.5                                | 0.5                                | 0.5                                | 0.5                                | 0.5                                | 1                                                           | 1                                                           | 1                                  | 1                           | 1                         | 1                                      | 1                         | 0.5                       | 1                         |     |     |     |     |     |
| Maksymalny rozmiar instrukcji APU (L-1) (KiB)                                                      | Maksymalny rozmiar instrukcji APU (L-1) (KiB)                                                      | Maksymalny rozmiar instrukcji APU (L-1) (KiB)                                                      | 256                                | 128                                | 128                                | 192                                | 192                                | 192                                | 256                                                         | 256                                                         | 256                                | 64                          | 128                       | 128                                    | 128                       | 96                        | 128                       |     |     |     |     |     |
| Asocjatywność instrukcji L-1 cache                                                                 | Asocjatywność instrukcji L-1 cache                                                                 | Asocjatywność instrukcji L-1 cache                                                                 | 2                                  | 2                                  | 2                                  | 3                                  | 3                                  | 3                                  | 4                                                           | 4                                                           | 8                                  | 2                           | 2                         | 2                                      | 2                         | 3                         | 4                         |     |     |     |     |     |
| Ilość L-2 na rdzeń                                                                                 | Ilość L-2 na rdzeń                                                                                 | Ilość L-2 na rdzeń                                                                                 | 1                                  | 0.5                                | 0.5                                | 0.5                                | 0.5                                | 0.5                                | 1                                                           | 1                                                           | 1                                  | 1                           | 1                         | 1                                      | 1                         | 0.5                       | 1                         |     |     |     |     |     |
| Maksymalny całkowity rozmiar L-2 cache APU (MiB)                                                   | Maksymalny całkowity rozmiar L-2 cache APU (MiB)                                                   | Maksymalny całkowity rozmiar L-2 cache APU (MiB)                                                   | 4                                  | 4                                  | 4                                  | 4                                  | 2                                  | 2                                  | 2                                                           | 2                                                           | 4                                  | 1                           | 2                         | 2                                      | 2                         | 1                         | 1                         |     |     |     |     |     |
| Asocjatywność L-2 cache                                                                            | Asocjatywność L-2 cache                                                                            | Asocjatywność L-2 cache                                                                            | 16                                 | 16                                 | 16                                 | 16                                 | 16                                 | 16                                 | 8                                                           | 8                                                           | 8                                  | 16                          | 16                        | 16                                     | 16                        | 16                        | 8                         |     |     |     |     |     |
| Całkowity rozmiar APU L-3 cache (MiB)                                                              | Całkowity rozmiar APU L-3 cache (MiB)                                                              | Całkowity rozmiar APU L-3 cache (MiB)                                                              | N/A                                | N/A                                | N/A                                | N/A                                | N/A                                | N/A                                | 4                                                           | 4                                                           | 8                                  | N/A                         | N/A                       | N/A                                    | N/A                       | N/A                       | 4                         |     |     |     |     |     |
| Asocjatywność APU L3 cache                                                                         | Asocjatywność APU L3 cache                                                                         | Asocjatywność APU L3 cache                                                                         | N/A                                | N/A                                | N/A                                | N/A                                | N/A                                | N/A                                | 16                                                          | 16                                                          | 16                                 | N/A                         | N/A                       | N/A                                    | N/A                       | N/A                       | 16                        |     |     |     |     |     |
| Schemat L3 cache                                                                                   | Schemat L3 cache                                                                                   | Schemat L3 cache                                                                                   | Victim                             | Victim                             | Victim                             | N/A                                | N/A                                | N/A                                | Victim                                                      | Victim                                                      | Victim                             | N/A                         | N/A                       | N/A                                    | N/A                       | N/A                       | Victim                    |     |     |     |     |     |
| Obsługa DRAM                                                                                       | Obsługa DRAM                                                                                       | Obsługa DRAM                                                                                       | DDR3-1866                          | DDR3-1866                          | DDR3-2133                          | DDR3-2133                          | DDR3-2133, DDR4-2400               | DDR4-2400                          | DDR4-2933                                                   | DDR4-2933                                                   | DDR4-3200, LPDDR4-4266             | DDR3L-1333                  | DDR3L-1600                | DDR3L-1866                             | DDR3L-1866                | DDR3-1866, DDR4-2400      | DDR4-2400                 |     |     |     |     |     |
| Maksymalna Ilość kanałów DRAM na APU                                                               | Maksymalna Ilość kanałów DRAM na APU                                                               | Maksymalna Ilość kanałów DRAM na APU                                                               | 2                                  | 2                                  | 2                                  | 2                                  | 2                                  | 2                                  | 2                                                           | 2                                                           | 2                                  | 1                           | 1                         | 1                                      | 1                         | 1                         | 2                         |     |     |     |     |     |
| Maksymalne pasmo przenoszenia danych DRAM (GB/s) na APU                                            | Maksymalne pasmo przenoszenia danych DRAM (GB/s) na APU                                            | Maksymalne pasmo przenoszenia danych DRAM (GB/s) na APU                                            | 29.866                             | 29.866                             | 34.132                             | 34.132                             | 38.400                             | 38.400                             | 46.932                                                      | 46.932                                                      | 68.256                             | 10.666                      | 12.800                    | 14.933                                 | 14.933                    | 19.200                    | 38.400                    |     |     |     |     |     |
| Mikroarchitektura GPU                                                                              | Mikroarchitektura GPU                                                                              | Mikroarchitektura GPU                                                                              | TeraScale 2 (VLIW5)                | TeraScale 3 (VLIW4)                | TeraScale 3 (VLIW4)                | GCN 2nd gen                        | GCN 3rd gen                        | GCN 3rd gen                        | GCN 5th gen                                                 | GCN 5th gen                                                 | GCN 5th gen                        | TeraScale 2 (VLIW5)         | GCN 2nd gen               | GCN 2nd gen                            | GCN 2nd gen               | GCN 3rd gen               | GCN 5th gen               |     |     |     |     |     |
| Zestaw instrukcji GPU                                                                              | Zestaw instrukcji GPU                                                                              | Zestaw instrukcji GPU                                                                              | zestaw instrukcji TeraScale        | zestaw instrukcji TeraScale        | zestaw instrukcji TeraScale        | Zestaw instrukcji GCN              | Zestaw instrukcji GCN              | Zestaw instrukcji GCN              | Zestaw instrukcji GCN                                       | Zestaw instrukcji GCN                                       | Zestaw instrukcji GCN              | zestaw instrukcji TeraScale | Zestaw instrukcji GCN     | Zestaw instrukcji GCN                  | Zestaw instrukcji GCN     | Zestaw instrukcji GCN     | Zestaw instrukcji GCN     |     |     |     |     |     |
| Maksymalna częstotliwość bazowa zegara APU (MHz)                                                   | Maksymalna częstotliwość bazowa zegara APU (MHz)                                                   | Maksymalna częstotliwość bazowa zegara APU (MHz)                                                   | 600                                | 800                                | 844                                | 866                                | 1108                               | 1108                               | 1250                                                        | 1400                                                        | 1750                               | 538                         | 600                       | ?                                      | 847                       | 900                       | 1200                      |     |     |     |     |     |
| Maksymalna moc GPU (GFLOPS)                                                                        | Maksymalna moc GPU (GFLOPS)                                                                        | Maksymalna moc GPU (GFLOPS)                                                                        | 480                                | 614.4                              | 648.1                              | 886.7                              | 1134.5                             | 1134.5                             | 1760                                                        | 1971.2                                                      | 1792                               | 86                          | ?                         | ?                                      | ?                         | 345.6                     | 460.8                     |     |     |     |     |     |
| Silnik 3D                                                                                          | Silnik 3D                                                                                          | Silnik 3D                                                                                          | Up to 400:20:8                     | Up to 384:24:6                     | Up to 384:24:6                     | Up to 512:32:8                     | Up to 512:32:8                     | Up to 512:32:8                     | Up to 704:44:16                                             | Up to 704:44:16                                             | Up to 512:?:?                      | 80:8:4                      | 128:8:4                   | 128:8:4                                | 128:8:4                   | Up to 192:?:?             | Up to 192:?:?             |     |     |     |     |     |
| Silnik 3D                                                                                          | Silnik 3D                                                                                          | Silnik 3D                                                                                          | IOMMUv1                            | IOMMUv1                            | IOMMUv1                            | IOMMUv2                            | IOMMUv2                            | IOMMUv2                            | IOMMUv2                                                     | IOMMUv2                                                     |                                    | IOMMUv1                     | IOMMUv1                   | IOMMUv1                                | ?                         | ?                         | IOMMUv2                   |     |     |     |     |     |
| Dekoder Video                                                                                      | Dekoder Video                                                                                      | Dekoder Video                                                                                      | UVD 3.0                            | UVD 3.0                            | UVD 3.0                            | UVD 4.2                            | UVD 6.0                            | UVD 6.0                            | VCN 1.0                                                     | VCN 1.0                                                     |                                    | UVD 3.0                     | UVD 4.0                   | UVD 4.2                                | UVD 6.0                   | UVD 6.3                   | VCN 1.0                   |     |     |     |     |     |
| Koder Video                                                                                        | Koder Video                                                                                        | Koder Video                                                                                        | N/A                                | VCE 1.0                            | VCE 1.0                            | VCE 2.0                            | VCE 3.1                            | VCE 3.1                            | VCN 1.0                                                     | VCN 1.0                                                     |                                    | N/A                         | VCE 2.0                   | VCE 2.0                                | VCE 3.1                   | VCE 3.1                   | VCN 1.0                   |     |     |     |     |     |
| Technologia oszczędzania mocy GPU                                                                  | Technologia oszczędzania mocy GPU                                                                  | Technologia oszczędzania mocy GPU                                                                  | PowerPlay                          | PowerTune                          | PowerTune                          | PowerTune                          | PowerTune                          | PowerTune                          | PowerTune                                                   | PowerTune                                                   |                                    | PowerPlay                   | PowerTune                 | PowerTune                              | PowerTune                 | PowerTune                 | PowerTune                 |     |     |     |     |     |
| TrueAudio                                                                                          | TrueAudio                                                                                          | TrueAudio                                                                                          | N/A                                | N/A                                | N/A                                | Tak                                | Tak                                | Tak                                | Tak                                                         | Tak                                                         | Tak                                | N/A                         | Tak                       | Tak                                    | Tak                       | Tak                       | Tak                       |     |     |     |     |     |
| FreeSync                                                                                           | FreeSync                                                                                           | FreeSync                                                                                           | N/A                                | N/A                                | N/A                                | 1 2                                | 1 2                                | 1 2                                | 1 2                                                         | 1 2                                                         | 1 2                                | N/A                         | 1 2                       | 1 2                                    | 1 2                       | 1 2                       | 1 2                       |     |     |     |     |     |
| HDCP                                                                                               | HDCP                                                                                               | HDCP                                                                                               | ?                                  | ?                                  | ?                                  | 1.4                                | 1.4                                | 1.4                                | 1.4 2.2                                                     | 1.4 2.2                                                     | 1.4 2.2                            | ?                           | 1.4                       | 1.4                                    | 1.4                       | 1.4                       | 1.4 2.2                   |     |     |     |     |     |
| PlayReady                                                                                          | PlayReady                                                                                          | PlayReady                                                                                          | N/A                                | N/A                                | N/A                                | N/A                                | N/A                                | N/A                                | 3.0 not yet                                                 | 3.0 not yet                                                 |                                    | N/A                         | N/A                       | N/A                                    | N/A                       | N/A                       | 3.0 not yet               |     |     |     |     |     |
| Liczba obsługiwanych monitorów                                                                     | Liczba obsługiwanych monitorów                                                                     | Liczba obsługiwanych monitorów                                                                     | 2–3                                | 2–4                                | 2–4                                | 2–4                                | 3                                  | 3                                  | 3 (urządzenia stacjonarne) 4 (urządzenia mobilne, embedded) | 3 (urządzenia stacjonarne) 4 (urządzenia mobilne, embedded) | 4                                  | 2                           | 2                         | 2                                      | 2                         | 3                         | 4                         |     |     |     |     |     |
| /drm/radeon                                                                                        | /drm/radeon                                                                                        | /drm/radeon                                                                                        | Tak                                | Tak                                | Tak                                | Tak                                | Tak                                | N/A                                | N/A                                                         | N/A                                                         | N/A                                | Tak                         | Tak                       | Tak                                    | Tak                       | N/A                       | N/A                       |     |     |     |     |     |
| /drm/amdgpu                                                                                        | /drm/amdgpu                                                                                        | /drm/amdgpu                                                                                        | N/A                                | N/A                                | N/A                                | Tak                                | Tak                                | Tak                                | Tak                                                         | Tak                                                         | Tak                                | N/A                         | Tak                       | Tak                                    | Tak                       | Tak                       | Tak                       |     |     |     |     |     |

## Platformy APU
Jednostki APU AMD mają unikalną architekturę: mają moduły CPU AMD, pamięć podręczną i dyskretny procesor graficzny, wszystkie na tej samej matrycy przy użyciu tej samej magistrali. Ta architektura pozwala na użycie akceleratorów graficznych, takich jak OpenCL, ze zintegrowanym procesorem graficznym. Celem jest stworzenie „w pełni zintegrowanego” APU, który według AMD ostatecznie będzie posiadał „heterogeniczne rdzenie” zdolne do automatycznego przetwarzania zarówno CPU, jak i GPU, w zależności od wymagań obciążenia

### Procesory graficzne oparte na architekturze TeraScale

#### Architektura K10 (2011): Llano

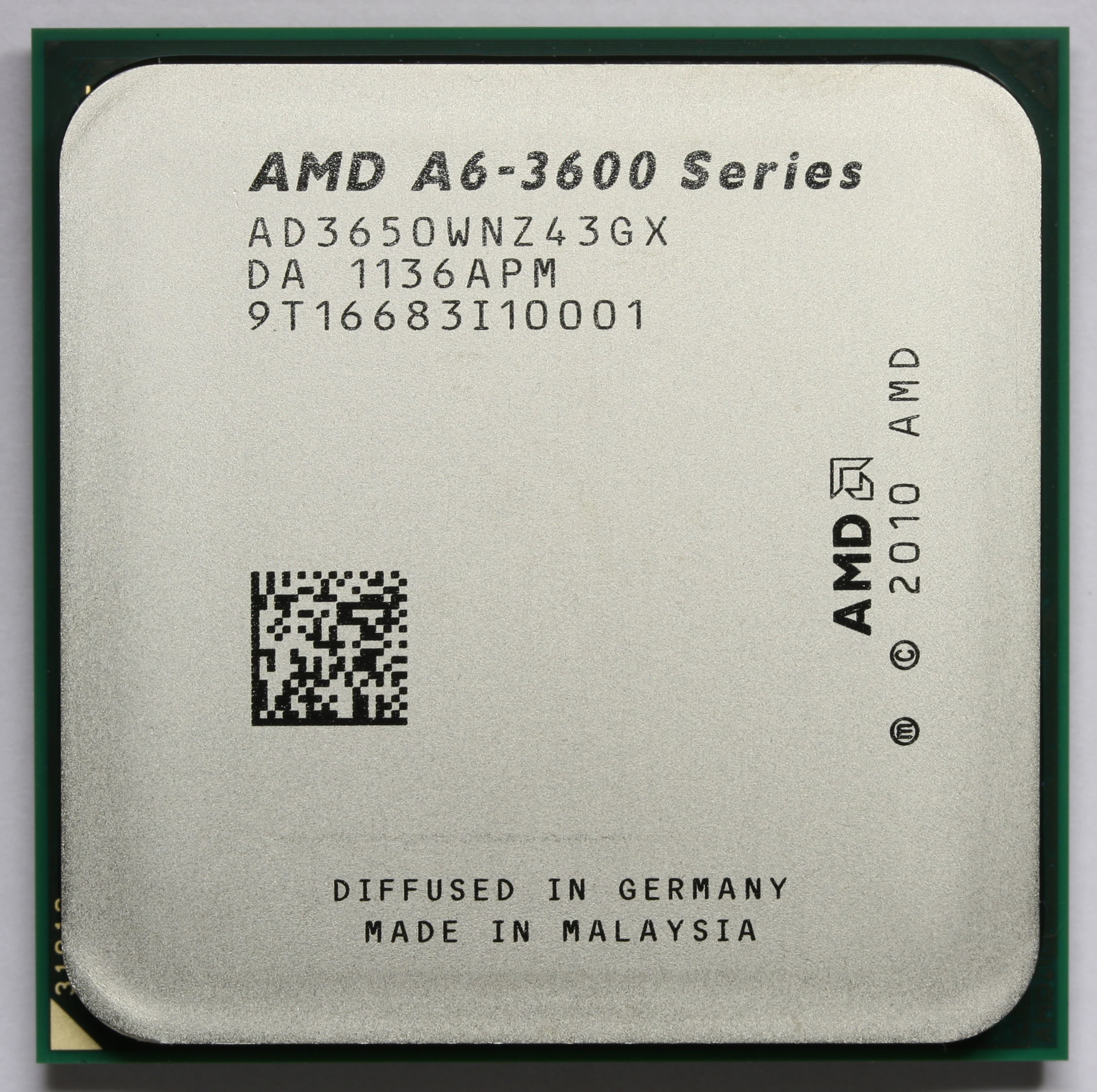
AMD A6-3650 (Llano)

- AMD K10 - 10-rdzeniowa jednostka z rdzeniami "Stars"[42][43]
- Zintegrowana karta graficzna na bazie Evergreen/VLIW5 (wydana pod "szyldem" Radeon HD 6000 Series)
- Mostek północny[44][45]
- PCIe[44][45]
- Kontroler pamięci DDR3[44][45] do zarządzania spójnymi i niespójnymi próbami dostępu do pamięci[46]. Pamięć fizyczna jest podzielona między procesor graficzny (do 512 MB) i procesor (pozostała część)[46].
- Unified Video Decoder[44][45]
- Technologia Eyefinity to obsługi wielu monitorów

APU pierwszej generacji, wydany w czerwcu 2011 roku, był używany zarówno na komputerach stacjonarnych, jak i laptopach. Został oparty na architekturze K10 i zbudowany w technologii 32 nm, obejmującej od dwóch do czterech rdzeni procesora o wartości TDP rzędu 65-100 W, oraz zintegrowaną grafikę opartą na serii Radeon HD6000 z obsługą DirectX 11, OpenGL 4.2 i OpenCL 1.2. Po porównaniu wydajności z podobnie wycenionym procesorem Intel Core i3-2105, Llano został skrytykowany za słabą wydajność procesora lecz otrzymał chwały za lepszą wydajność GPU. AMD zostało później skrytykowane zarezygnację z Socket FM1 po jednej generacji.

#### Architektura Bobcat (2011): Ontario, Zacate, Desna, Hondo
- Procesor oparty na mikroarchitekturze Bobcat
- GPU oparty na Evergreen/VLIW5 (oznaczony jako Radeon HD 6000 Series oraz Radeon HD 7000 Series)
- Mostek północny[44][45]
- Obsługa PCIe[44][45].
- Kontroler pamięci DDR3 SDRAM[44][45] do arbitrażu między spójnymi i niespójnymi żądaniami pamięci[46]. Pamięć fizyczna jest podzielona między procesor graficzny (do 512 MB) i procesor (pozostała część)[46].
- Unified Video Decoder (UVD)[44][45]

Platforma AMD Brazos została wprowadzona 4 stycznia 2011 r. i jest skierowana na rynki takich urządzeń jak: subnotebooki, netbooki i urządzenia o małej mocy Zawiera 9-watową jednostkę APU AMD C-Series (nazwa kodowa: Ontario) dla netbooków i urządzeń o niskiej mocy, a także 18-watową jednostkę APU AMD E-Series (nazwa kodowa: Zacate) dla popularnych i cenionych notebooków, komputerów typu "All-in-one" i małych komputerów stacjonarnych. Oba APU mają jeden lub dwa rdzenie Bobcat x86 i procesor graficzny Radeon Evergreen Series z pełną obsługą DirectX11, DirectCompute i OpenCL, w tym akceleracją UVD3 dla wideo HD, w tym 1080p.
AMD rozszerzyło platformę Brazos w dniu 5 czerwca 2011 r., Wprowadzając 5,9-watową jednostkę APU AMD Z-Series (nazwa kodowa: Desna) zaprojektowaną na rynek tabletów. Desna APU oparta jest na 9-watowej jednostce APU Ontario. Oszczędności energii uzyskano poprzez obniżenie napięcia procesora, karty graficznej i mostka północnego, zmniejszenie bezczynności zegarów procesora i karty graficznej oraz wprowadzenie sprzętowego trybu kontroli termicznej. Wprowadzono również dwukierunkowy tryb AMD Turbo Core.
AMD ogłosiło platformę Brazos-T 9 października 2012 r. Składała się z 4,5-watowej jednostki APU AMD Z-Series (o nazwie kodowej Hondo) i z mostka południowego (FCH) ) A55T, zaprojektowanego z myślą o rynku tabletów. Hondo APU to przeprojektowana APU Desna. AMD obniżyło zużycie energii poprzez optymalizację APU i FCH dla tabletów.
Platforma Deccan, w tym APU Krishna i Wichita, została anulowana w 2011 r. AMD pierwotnie planowało wydać je w drugiej połowie 2012 r.